# 李承鎬 (政治家)
李 承鎬（リ・スンホ、朝鮮語: 리승호、生年不明 - 2014年8月10日）は、朝鮮民主主義人民共和国の政治家。内閣副総理、中央統計局局長、朝鮮労働党中央検査委員会委員長などを歴任した。

## 経歴
生年月日や出生地は不明。2003年8月に最高人民会議第11期代議員に選出された。2008年には平安南道にある北倉火力発電連合企業所支配人に就任し、朝鮮労働党親善参観団長として中国を訪問した。2012年4月13日に開催された最高人民会議第12期5次会議で、内閣副総理に任命され、2013年3月まで務めた。2014年4月に開催された最高人民会議第13期第1回会議で、中央統計局局長に任命され、同月に朝鮮労働党中央委員会中央検査委員会委員長を兼任した。同年8月10日に死去。金正恩第一書記から花輪が贈られた。

## 参考サイト
북한정보포털
| 先代金昌壽 | 朝鮮労働党中央検査委員会委員長2014年 | 次代崔勝浩 |

| 先代金昌壽 | 中央統計局局長2014年 | 次代崔勝浩 |